# Иссоп узколистный
Иссоп узколистный (лат. Hyssópus angustifolius) — вид полукустарников рода Иссоп (Hyssopus) семейства Яснотковые (Lamiaceae). Распространён в Евразии.
По информации базы данных The Plant List (2013), название Hyssopus angustifolius M.Bieb. входит в синонимику вида Hyssopus officinalis L. (Иссоп лекарственный).

## Ботаническое описание
Полукустарник высотой 30—40 см.
Стебли многочисленные, четырёхгранные, покрыты волосками, направленными вниз.
Листья узколинейные, островатые.
Соцветия конечные, колосообразные, густые, односторонние; цветки по 2—6 в пазухах листьев, в ложных мутовках на цветоносах; прицветники нитевидно-линейные, равные цветоножкам; чашечка трубчато-коническая с выдающимися жилками, большей частью фиолетовая, венчик фиолетово-синий, верхняя губа неглубоко двухлопастная, нижняя превышает верхнюю; две тычинки незначительно превышают венчик.
Плод — яйцевидно-трёхгранный тёмно-коричневый голый с острым ребром орешек.

## Распространение и экология
Встречается в южной Европе и на Кавказе.
Растет на скалах и сухих каменистых склонах.

## Растительное сырьё
Надземная часть иссопа содержит смолы, белковые, дубильные вещества, а также эфирное масло (0,3—0,9 %).

## Значение и применение
В качестве пряности используется вся надземная часть растения, собранная в период цветения, как в свежем, так и в сушеном виде. Высушенная трава иссопа обладает приятным ароматом и горьковато-пряным вкусом. Используется в кулинарии как приправа при засолке огурцов и томатов, а также для отдушки.
Для консервной промышленности иссоп представляет интерес как ароматическая пряность. Образцы иссопа узколистного были испытаны и одобрены как пряность при обработке рыбы. Вызывает небольшое потемнение поверхности мяса рыбы и придает ей пряный запах и вкус.
В Венгрии организовано производство эфирного масла из травы иссопа.
Ценный медонос.

## Классификация

### Таксономия
Вид Иссоп узколистный входит в род Иссоп (Hyssopus) семейства Яснотковые (Lamiaceae) порядка Ясноткоцветные (Lamiales).
|  |                                      |  |                                                             |                                                             |                      |  | ещё 21 семейство (согласно Системе APG II) | ещё 21 семейство (согласно Системе APG II) |                           |  |  |  | ещё около 210 родов | ещё около 210 родов   |  |  |
|  |                                      |  |                                                             |                                                             |                      |  | ещё 21 семейство (согласно Системе APG II) | ещё 21 семейство (согласно Системе APG II) |                           |  |  |  | ещё около 210 родов | ещё около 210 родов   |  |  |
|  |                                      |  |                                                             | порядок Ясноткоцветные                                      |                      |  |                                            |                                            | подсемейство Котовниковые |  |  |  |                     | вид Иссоп узколистный |  |  |
|  |                                      |  |                                                             | порядок Ясноткоцветные                                      |                      |  |                                            |                                            | подсемейство Котовниковые |  |  |  |                     | вид Иссоп узколистный |  |  |
|  | отдел Цветковые, или Покрытосеменные |  |                                                             |                                                             | семейство Яснотковые |  |                                            |                                            | род Иссоп                 |  |  |  |                     |                       |  |  |
|  | отдел Цветковые, или Покрытосеменные |  |                                                             |                                                             |                      |  |                                            |                                            |                           |  |  |  |                     |                       |  |  |
|  |                                      |  | ещё 44 порядка цветковых растений (согласно Системе APG II) | ещё 44 порядка цветковых растений (согласно Системе APG II) |                      |  |                                            | ещё 7 подсемейств                          | ещё 7 подсемейств         |  |  |  | ещё около 50 видов  |                       |  |  |
|  |                                      |  |                                                             | ещё 44 порядка цветковых растений (согласно Системе APG II) |                      |  |                                            |                                            | ещё 7 подсемейств         |  |  |  |                     |                       |  |  |